# Jarosław Abramow-Newerly
Jarosław Abramow-Newerly (ur. 17 maja 1933 w Warszawie) – polski pisarz–dramaturg, prozaik, kompozytor, satyryk, autor tekstów piosenek, słuchowisk radiowych, dziennikarz oraz scenarzysta filmowy

## Życiorys
Urodził się w rodzinie pisarza Igora Newerlego i aktorki Barbary z Jareckich. Mieszkał razem z rodzicami na III Kolonii Warszawskiej Spółdzielni Mieszkaniowej na Żoliborzu, w domu przy ul. Krasińskiego 16. W 1951 ukończył Liceum Ogólnokształcące TPD im. Bolesława Limanowskiego w Warszawie. W latach 1951−1955 studiował filologię polską na Uniwersytecie Warszawskim. W 1955 uzyskał magisterium. Był jednym ze współzałożycieli (1954) Studenckiego Teatru Satyryków (STS), dla którego pisał skecze i piosenki, debiutował w nim również jako aktor. W STS działał aż do 1969 roku.
W roku 1956 zadebiutował w Almanachu Młodych. Był także współzałożycielem (1956) i redaktorem naczelnym tygodnika „Od Nowa”. W 1957 wchodził w skład kolegium redakcyjnego pisma „Walka Młodych”. W tym samym roku wchodził również w skład Redakcji Młodzieżowej Polskiego Radia. W latach 1958−1959 jako dziennikarz i reporter Tygodnika Polskiego przebywał w Paryżu.
W latach 1960–1966 był kierownikiem Redakcji Radiowego Teatru Młodych w Naczelnej Redakcji Audycji Literackich Polskiego Radia. W 1962 został członkiem Związku Literatów Polskich (do którego należał do 1983), a w 1965 − Polskiego PEN Clubu. Jest członkiem Stowarzyszenia Pisarzy Polskich i Stowarzyszenia Pracowników, Współpracowników i Przyjaciół Rozgłośni Polskiej Radia Wolna Europa Imienia Jana Nowaka-Jeziorańskiego. W roku 1965 za sztukę dramat Anioł na dworcu otrzymał nagroda im. Piętaka.
W latach 1970−1972 był kierownikiem literackim Teatru Ludowego w Warszawie. W 1973 został sekretarzem Zarządu Klubu Dramatopisarzy Polskich przy Związku Literatów Polskich. 23 sierpnia 1980 roku dołączył do apelu 64 uczonych, pisarzy i publicystów do władz komunistycznych o podjęcie dialogu ze strajkującymi robotnikami. W Toronto od 1986 roku współpracował z dziennikiem polonijnym „Związkowiec” (m.in. pod pseudonimem „Marian Radomski”, cykl felietonów pt. Pan Zdzich w Kanadzie, wydany później w formie książkowej). W latach 1988–2000 był redaktorem naczelnym tego czasopisma.

### Życie prywatne
Był mężem aktorki Ireny Szczurowskiej. Od połowy lat 80. mieszka w Warszawie i w Toronto, gdzie jego kolejna żona Wanda (zm. 17 kwietnia 2016 w Toronto) otrzymała stypendium naukowe.

## Twórczość
Debiutował w 1955 na łamach 5. numeru tygodnika „Szpilki” jako satyryk. Jego pierwszym zbiorem było Myślenie ma kolosalną przyszłość (1957), grupujące pisane dla STS satyry, monologi i skecze. W (często adaptowanych dla radia) satyrycznych jednoaktówkach mówi o mitach społecznych i przemianach obyczajowych – należą do nich np. wystawione w 1964 jako tryptyk Remanent wydane w wyborze Licytacja (1964) utwory Licytacja („Dialog" 1961/12), Śmierć po latach i Wielki kochanek oraz komedia Duże jasne napisana razem z Andrzejem Jareckim (wystawiona w 1962, wydana w 1965). Sztuka Anioł na dworcu (wystawiona w 1962, wydana w 1965), za którą pisarz otrzymał nagrodę im. Piętaka, wychodząc od prostej anegdoty przechodzi do ogólnej refleksji nad względnością prawdy i świata. Sztuka ta łączy tendencje awangardowe z polskimi tradycjami jasełkowymi, opiera się także na formule teatru w teatrze.
Problematykę konfrontacji tradycji z nowoczesnością podejmują sztuki Derby w pałacu („Dialog" 1966/4, wystawiona w 1966) i Klik-klak („Dialog" 1972/6, wystawiona w 1972), a problematykę postawy człowieka wobec norm społecznych i jego zagubienia w społeczeństwie w sztukach Ucieczka z wielkich bulwarów („Dialog" 1969/3, wystawiona w 1969) i Darz bór („Dialog" 1974/10, wystawiona w 1974). Realistyczny aspekt tych sztuk przeplata się z humorem absurdalnym.
Jarosław Abramow-Newerly jest także autorem słuchowisk, tekstów i muzyki do piosenek, m.in. Piosenka o okularnikach (wykonywana m.in. przez Tadeusza Łomnickiego, Sławę Przybylską, Zofię Kucównę i Annę Marię Jopek), Bogdan, trzymaj się (utwór napisany i skomponowany dla Bohdana Łazuki, Widzisz, mała (śpiewana przez Sławę Przybylską i Adriannę Biedrzyńską), Mówiłam żartem (śpiewana przez Igę Cembrzyńską).
Abramow-Newerly jest również twórcą spektakli i widowisk telewizyjnych oraz kompozytorem (m.in. muzyki do tekstów Agnieszki Osieckiej). Wydania zbiorowe jego utworów to m.in. Dramaty (1975), Co pan zgłasza? (1977, satyry) i Pięć minut sławy (1975, słuchowiska radiowe). Istnieją też ich przekłady na kilkanaście języków.

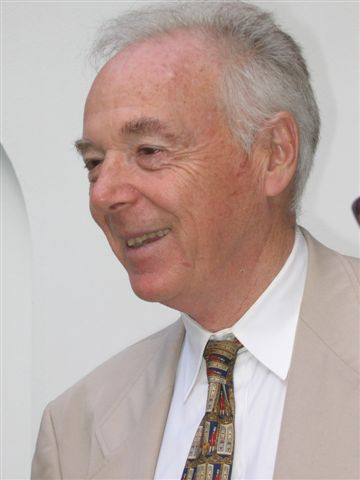
Jarosław Abramow-Newerly; Warszawa, 29 czerwca 2006.

### Publikacje
- proza
  - 1964 – Licytacja
  - 1977 – Co pan zgłasza?, Warszawa, Czytelnik, 1977
  - 1978 – Pięć minut sławy
  - 1979 – Skok przez siebie
  - 1990 – Alianci, Białystok, „Versus", 1990[8], ISBN 83-7045-011-3
  - 1991 – Pan Zdzich w Kanadzie[1], Wydawnictwo Polonia, 1991[9], ISBN 83-7021-146-1
  - 1995 – Kładka przez Atlantyk, Wydawnictwo Dolnośląskie, 1995[10]
  - 2000
    - Nawiało nam burzę, Warszawa, Twój Styl[11], ISBN 83-7163-171-5
    - Lwy mojego podwórka, Warszawa, Twój Styl[12][13]

  - 2002 – Młyn w piekarni, Warszawa, Rosner & Wspólnicy, 2002[14], ISBN 83-89217-00-7
  - 2003 – Lwy wyzwolone, Warszawa, Rosner & Wspólnicy, 2003[15], ISBN 83-89217-25-2
  - 2005 – Lwy STS-u, Warszawa, Rosner & Wspólnicy, 2005[16], ISBN 83-89217-64-3
  - 2009 - Patent na życie, Warszawa, Rosner & Wspólnicy, 2009[17], ISBN 978-83-60336-35-9
  - 2016 - W cieniu paryskiej KULTURY, Warszawa, Wydawnictwo MG, 2016[18], ISBN 978-83-7779-306-0

- dramaty
  - 1965 – Anioł na dworcu[2]
  - 1966 – Derby w pałacu
  - 1972 – Klik-klak
  - 1974 – Darz Bór[19]
  - 1975 – Dramaty, Warszawa, Państwowy Instytut Wydawniczy, 1975[20]
  - 1984 – Maestro, Warszawa, Czytelnik[21], ISBN 83-07-01229-5, wystawiony m.in. przez Kazimierza Dejmka w Teatrze Polskim w Warszawie z Ignacym Machowskim w roli tytułowej
  - Dno nieba (libretto musicalu)[22]

- słuchowiska radiowe
  - 1979 – Bajadera, Warszawa, Wydawnictwa Radia i Telewizji, 1979, ISBN 83-212-0010-9
  - 1984 – Słowik Warszawy

- musical
  - 1958 – Esmeralda, czyli baśń romantyczno-kryminalna, prapremiera w STS 1958

- widowiska telewizyjne
  - 1960 – Śluby powszednie, widowisko telewizyjne według Dusana Roksandicza Ostrożnie z małżeństwem

### Skomponowane piosenki
- Bohdan, trzymaj się
- Chyba tak (współautor Ziemowit Fedecki)
- I była plaża
- Kierownik kina (współautor Andrzej Jarecki)
- Ładny kram, jestem sam
- Miłość na prowincji
- Mówiłam żartem (słowa Agnieszka Osiecka)
- Piękne dziewczęta na ekrany
- Piosenka o okularnikach (słowa Agnieszka Osiecka)
- W sobotę
- Widzisz, mała (słowa Agnieszka Osiecka)
- Zrewiduj mnie (słowa Agnieszka Osiecka)

## Odznaczenia i nagrody
- 1965 – Nagroda im. Stanisława Piętaka za sztukę Anioł na dworcu
- 1967 – Nagroda Fundacji im. Kościelskich za sztuki Anioł na dworcu i Derby w pałacu
- 2001 – Nagroda Literacka im. Władysława Reymonta[23]
- 2001 – Nagroda ZAiKS-u za varsaviana im. Karola Małcużyńskiego[24]
- 2003 – Krzyż Oficerski Orderu Odrodzenia Polski[25]
- 2009 – Odznaka ZAiKS-u[24]